# Districtul Federal Ural
Districtul (okrugul) federal Ural (în limba rusă: Уральский федеральный округ; Uralski federalnii okrug) este unul dinre cele șapte districte federale ale Rusiei. Este cel mai vestic dintre cele trei okruguri asiatice. Are o populație de 12.373.926 cetățeni (conform rezultatelor recensământului rusesc din 2002) și o suprafață de 1.788.900 km², cu o densitate a populației de 7 loc./km². Noul recensământ din 2010 a stabilit că au fost 12.080.526 de locuitori, din care 82,74% ruși. Împuternicitul special prezidențial este Piotr Lațîșev. 

## Subiectele federale ale okrugului
- Regiunea Kurgan
- Regiunea Sverdlovsk
- Regiunea Tiumen
  - Districtul autonom Hantî-Mansi
  - Districtul autonom Iamalo-Neneț
- Regiunea Celiabinsk

## Cele mai mari orașe
În conformitate cu rezultatele recensământului din 2002, populația celor mai importante orașe ale okrugului este după cum urmează: 
1. Ekaterinburg (1.293.537)
2. Celeabinsk (1.077.174)
3. Tiumen (510.719)
4. Magnitogorsk (418.545)
5. Nijni Taghil (390.498)
6. Kurgan (345.515)
7. Surgut (285.027)